# (9602) Oya
(9602) Oya est un astéroïde de la ceinture principale.

## Description
(9602) Oya est un astéroïde de la ceinture principale. Il fut découvert le 31 octobre 1991 à Kitami par Tetsuya Fujii et Kazuro Watanabe. Il présente une orbite caractérisée par un demi-grand axe de 2,28 UA, une excentricité de 0,16 et une inclinaison de 2,2° par rapport à l'écliptique.

## Compléments